# Danilo Toninelli
Danilo Toninelli (ur. 2 sierpnia 1974 w Soresinie) – włoski polityk i prawnik, poseł do Izby Deputowanych XVII kadencji, senator XVIII kadencji, od 2018 do 2019 minister infrastruktury i transportu.

## Życiorys
Z wykształcenia prawnik, absolwent Università degli Studi di Brescia z 1999. Od tegoż roku do 2002 służył w Korpusie Karabinierów w Turynie. Następnie do 2013 pracował w przedsiębiorstwie ubezpieczeniowym.
Od 2009 związany z Ruchem Pięciu Gwiazd. Kandydował bez powodzenia w wyborach regionalnych i miejskich. W wyborach w 2013 uzyskał mandat posła do Izby Deputowanych. Był rzecznikiem frakcji poselskiej swojego ugrupowania. W wyborach w 2018 został wybrany do Senatu XVIII kadencji, stanął następnie na czele klubu senackiego Ruchu Pięciu Gwiazd.
1 czerwca 2018 objął urząd ministra infrastruktury i transportu w nowo powołanym rządzie Giuseppe Contego. Zakończył urzędowanie wraz z całym gabinetem we wrześniu 2019.